# Adriano (ur. luty 1982)
Adriano, właśc. Adriano Leite Ribeiro (ur. 17 lutego 1982 w Rio de Janeiro) – brazylijski piłkarz występujący na pozycji napastnika. Były reprezentant Brazylii. Zwycięzca Copa América 2004. Najwięcej występów zaliczył dla włoskiego Interu Mediolan.

## Kariera
Występuje na boisku na pozycji napastnika. Od 1999 był zawodnikiem CR Flamengo, przed sezonem 2001/2002 przeszedł do klubu ekstraklasy włoskiej – Interu Mediolan. Występował również w innych klubach włoskich – we Fiorentinie i Parmie), w której barwach występował między innymi w meczach przeciwko Wiśle Kraków (2-1, 1-4), a nawet strzelił Wiślakom gola w meczu rewanżowym czwartej rundy Pucharu UEFA. W styczniu 2004 ponownie sięgnęli po niego działacze Interu Mediolan choć tym razem musieli wyłożyć za niego około 15 mln euro. Opłacało się to jednak włodarzom tego klubu, gdyż wciąż młody Brazylijczyk regularnie zajmuje miejsca w czołówce tabeli strzelców Serie A – w sezonie 2002/2003 zdobył 14 bramek, rok później 17.
W grudniu 2007 roku został wypożyczony na pół roku do São Paulo FC.
24 kwietnia 2009 roku Inter rozwiązał z Adriano kontrakt za porozumieniem stron, a Brazylijczyk zapowiedział tymczasowe zawieszenie kariery. Krótko po tym – 7 maja 2009 – został zawodnikiem CR Flamengo. 8 czerwca 2010 podpisał kontrakt z AS Roma, który został rozwiązany 8 czerwca 2011 roku. W marcu 2011 podpisał kontrakt z Corinthiansem.
W reprezentacji narodowej debiutował w listopadzie 2000 roku w meczu przeciwko Kolumbii; do 28 marca 2007 rozegrał w niej 37 meczów i strzelił 25 goli. Wcześniej zdobył mistrzostwo Ameryki Południowej z kadrą do lat 20 oraz mistrzostwo świata z kadrą do lat 17 (1999). Reprezentował Brazylię na Pucharze Konfederacji 2003 i Copa America 2004 oraz na Pucharze Konfederacji 2005; na dwóch ostatnich turniejach zdobył wraz z drużyną mistrzostwo, a samodzielnie sięgnął po koronę króla strzelców.

## Życiorys
Na początku sezonu 2007/08 Adriano popadł w konflikt z władzami Interu Mediolan, którego przyczyną był jego niesportowy tryb życia. Brazylijczyk obniżył loty, przybrał na wadze i stracił miejsce w podstawowym składzie drużyny klubowej, a także narodowej. W celu odbudowania formy fizycznej i psychicznej zawodnika, kierownictwo Interu wyraziło zgodę na jego wyjazd do Brazylii (listopad 2007), gdzie miał przejść rehabilitację w jednym z nowoczesnych ośrodków odnowy fizycznej należącym do São Paulo FC.
W grudniu władze obu klubów doszły do porozumienia i piłkarz został wypożyczony na pół roku do Brazylii. Siedemnastego stycznia Adriano zadebiutował w barwach nowej drużyny strzelając dwie bramki w wygranym przez São Paulo wyjazdowym meczu przeciwko drużynie Guaratinguetá (2:1) w ramach mistrzostw stanu São Paulo. W całych rozgrywkach Campeonato Paulista 2008 rozegrał 18 (z 21) meczów strzelając 11 bramek, ale São Paulo odpadło w półfinale turnieju przegrywając dwumecz z SE Palmeiras. W tym samym czasie uczestniczył także wraz z drużyną w Pucharze Wyzwolicieli (Copa Libertadores) 2008. Dzięki 6 trafieniom „Imperatora” (w 10 meczach) jego drużyna doszła do ćwierćfinału, gdzie przegrała z późniejszym wicemistrzem turnieju – Fluminense FC – po golu straconym w ostatniej minucie meczu rewanżowego.
Mimo niepowodzeń zespołu, Adriano mógł uznać swój krótki pobyt w São Paulo za udany – średnia 0.607 bramki/mecz (17 goli w 28 spotkaniach) dała mu miejsce w pierwszej „10” (Adriano jest ósmy) klubowej listy wszech czasów wraz z takimi piłkarzami jak Arthur Friedenreich, Leônidas da Silva, Luís Fabiano czy Careca. Dobre występy w Brazylii zaowocowały także powrotem do drużyny narodowej. Spodziewano się, że zawodnik zagra również o mistrzostwo Brazylii, ponieważ kontrakt z São Paulo przewidywał dalszych 8 meczów ligowych. Klub jednak, na prośbę piłkarza, zgodził się na wcześniejsze rozwiązanie umowy, aby mógł on spędzić wakacje w rodzinnym Rio de Janeiro i odpocząć przed kolejnym sezonem w Interze.
Adriano dnia 9 czerwca 2010 roku został zaprezentowany jako nowy zawodnik klubu AS Roma. Zawodnik otrzymał koszulkę z numerem „8”.
W marcu 2011 podpisał kontrakt z Corinthiansem São Paulo. Z dniem 13 marca 2012 jego kontrakt z klubem został rozwiązany.
11 lutego 2014 podpisał roczny kontrakt z Clube Athletico Paranaense, z którym trenował od grudnia 2013.